# Exoprosopa fulviops
Exoprosopa fulviops är en tvåvingeart som beskrevs av Szilady 1942. Exoprosopa fulviops ingår i släktet Exoprosopa och familjen svävflugor.
Artens utbredningsområde är Tanzania. Inga underarter finns listade i Catalogue of Life.